# Galatasaray Litesi

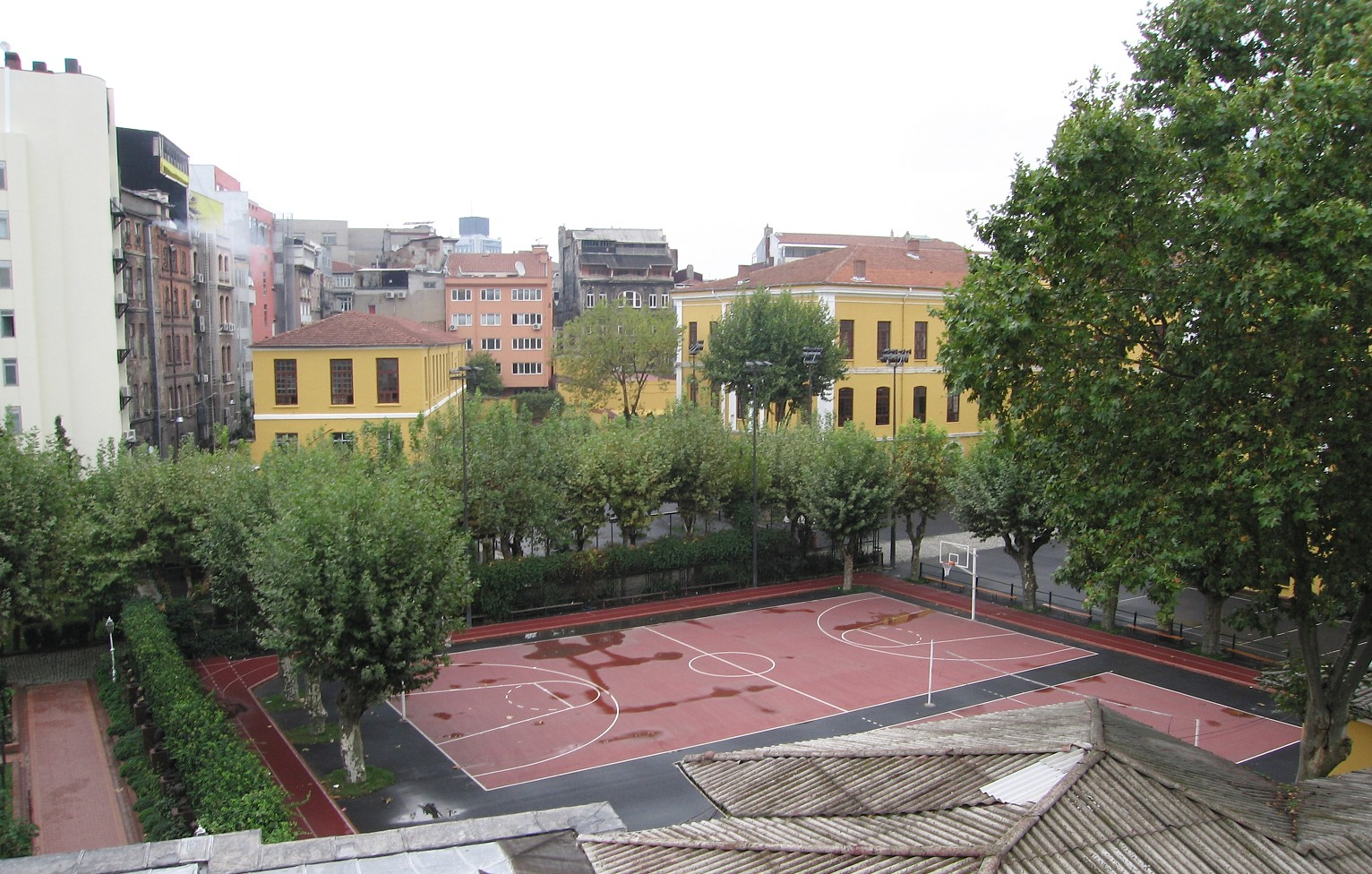
Galatasaray Lisesi

Galatasaray Litesi, dříve známá též pod tureckými názvy Galata Sarayı Enderun-u Hümayunu a později Galatasaray Mekteb-i Sultanisi, je jedna z předních středních škol v moderním Turecku, nacházející se v hlavním městě Istanbul. Byla založena již v roce 1481 a je druhou nejstarší tureckou střední školou v Istanbulu a třetí nejstarší vzdělávací institucí tamtéž. Škola je jedním ze členů komunity Galatasaray (mezi další patří univerzita Galatasaray a sportovní kluby Galatasaray – například fotbalový klub Galatasaray SK). Jedná se o výběrovou střední školu, která je přístupná všem studentům s vysokým národním bodovým ohodnocením pro střední školy.
Samotný název Galatasaray v překladu znamená palác Galata (saray = palác). Je tomu tak proto, že škola Galatasaray se nachází blízko místa zvaného Galata, což je středověká citadela, též známá pod názvem Pera. Od 19. století je názvem Pera nazývána širší oblast Beyoğlu, která zahrnuje právě část Galatasaray.